# نويل سوليفان
نويل سوليفان (بالإنجليزية: Noël Sullivan)‏ هو مغني أمريكي، ولد في 25 ديسمبر 1890 في سان فرانسيسكو في الولايات المتحدة، وتوفي في 15 سبتمبر 1956 في كارمل فالي في الولايات المتحدة.